# Frison septentrional
Le frison septentrional (Nordfriisk) est parlé dans l’arrondissement de Frise-du-Nord (Schleswig-Holstein, Allemagne). Il compte environ 10 000 locuteurs en 1976.

## Présentation

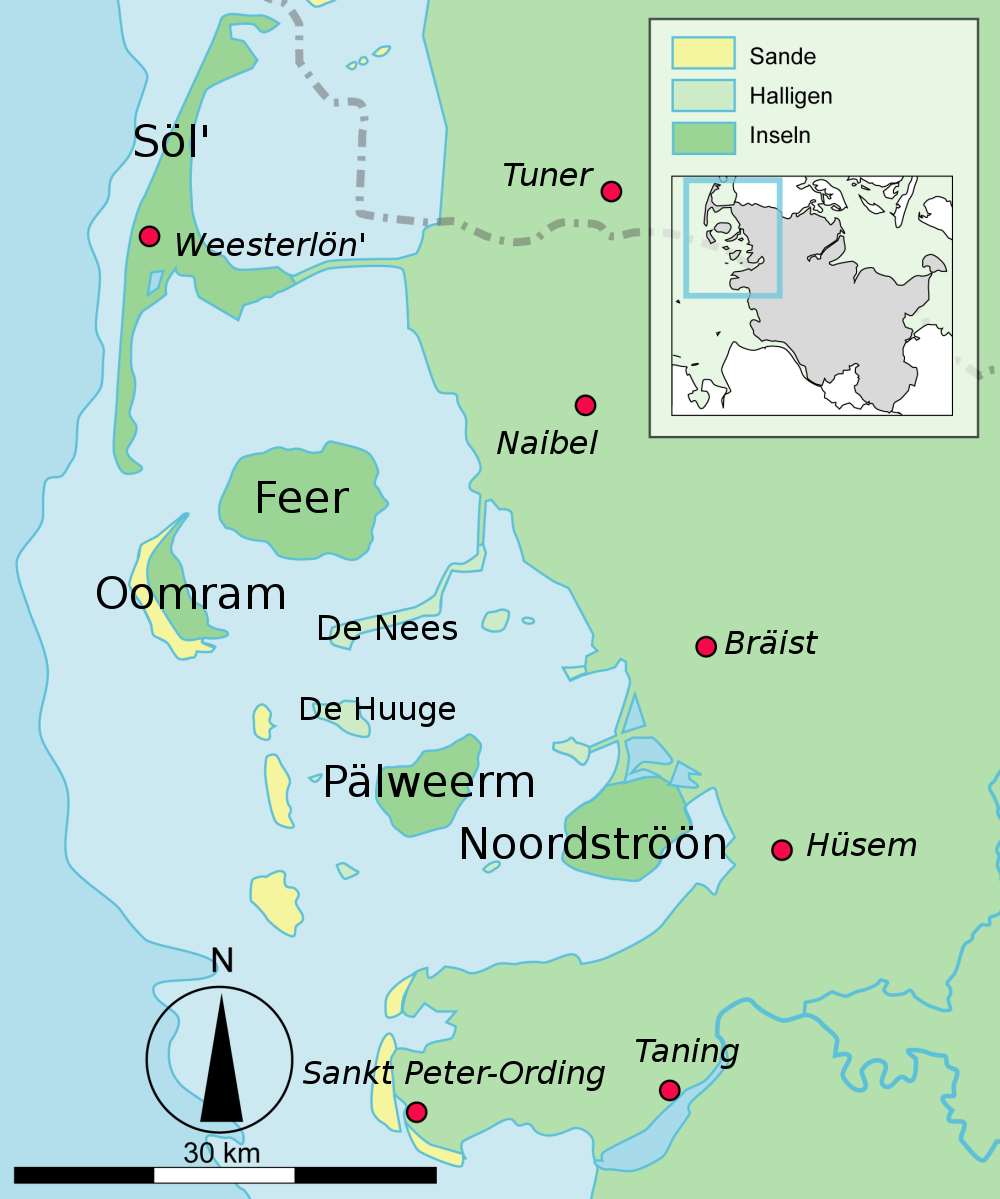
Répartition.

Les îles de la Frise septentrionale ont été colonisées vers 800 par des Frisons venus de la côte sud de la mer du Nord. Cette première vague de colonisation concernait probablement des personnes qui voulaient échapper à la soumission progressive de la Frise par les Francs de 689 à 785.

## Les différents dialectes du frison septentrional
À ce jour, il n'existe aucune langue standard de frison septentrional, principalement en raison des différences entre les dialectes. Ils sont si vastes que de nombreux linguistes considèrent le frison septentrional non pas comme une seule, mais comme quatre langues étroitement liées mais distinctes : le frison septentrional continental, le fering-Öömrang, le sölring et le heligolandais.

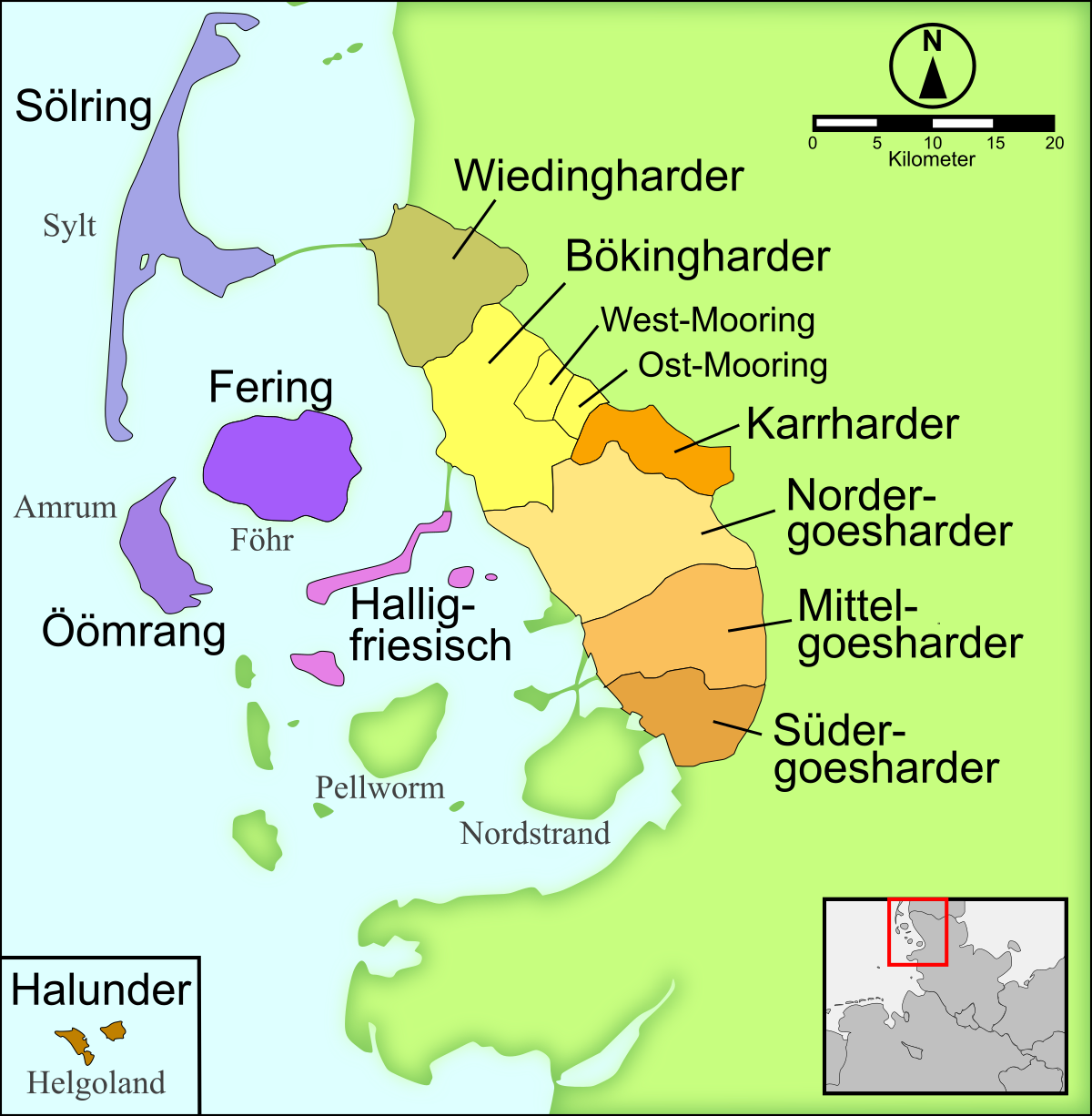
Les dialectes du frison septentrional.

Cependant, grâce à la coopération des trente dernières années, certains accords de base concernant l'orthographe ont déjà été conclus. Par exemple, certainses voyelles sont diacritiquées (ä, å, ö et ü) et les voyelles longues sont rendues en doublant la lettre en question (aa, ää, åå, ee, ii, oo, öö, uu, üü).

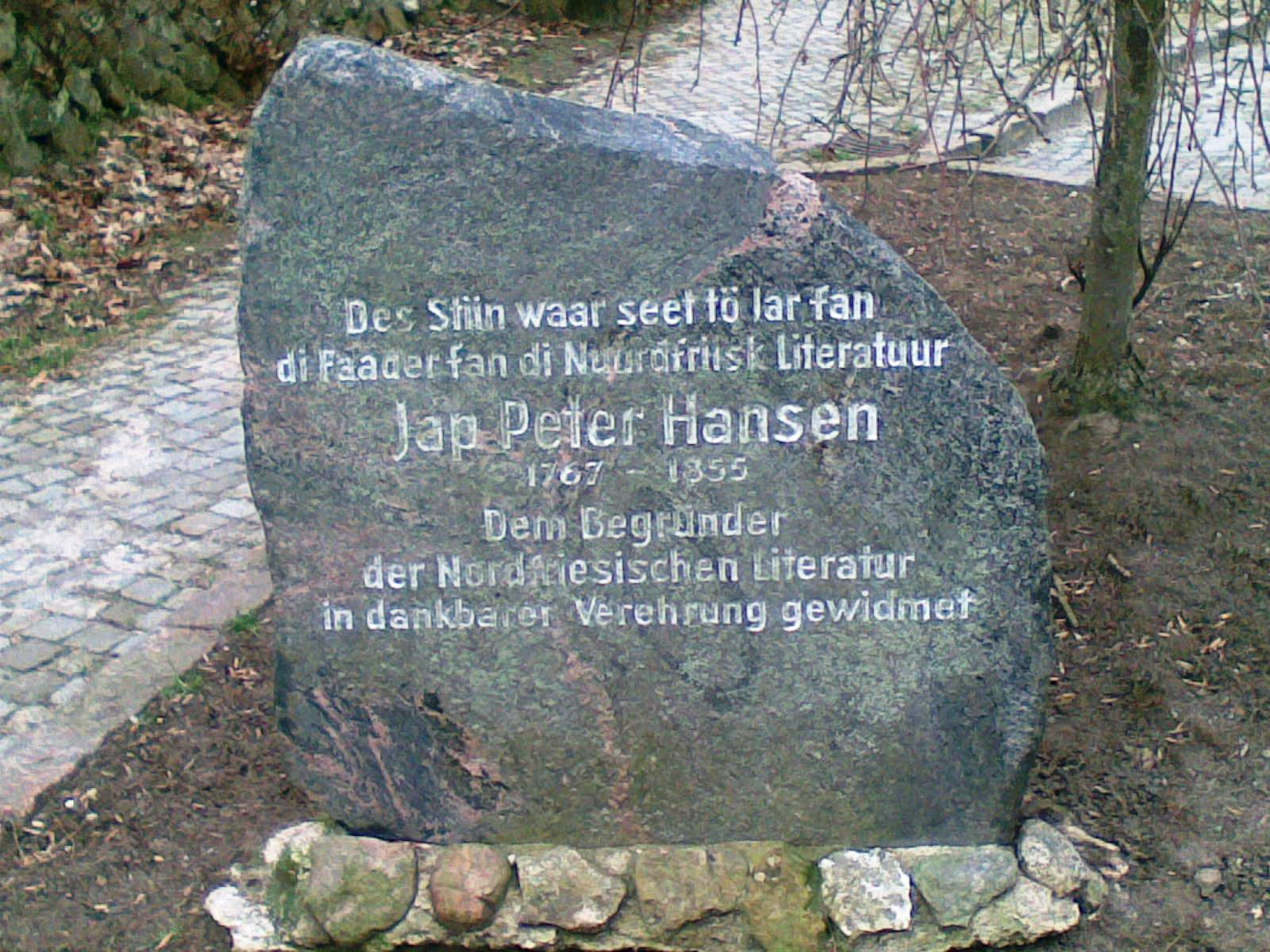
Tombe du père de la littérature nord-frisonne.